# 官渡镇 (巫山县)
官渡镇，是中华人民共和国重庆市巫山县下辖的一个乡镇级行政单位。

## 行政区划
官渡镇下辖以下地区：
场镇社区、官渡村、新阳村、当阳村、三堰村、松林村、二台村、双月村、雷坪村、大塘村、桐元村、店子村、水平村、平南村、团坪村、竹林村、杨林村、万梁村、白马村、石佛村、尚家村、双树村、龙台村、康王村、水库村、杨坝村和庙坪村。